# Y-Tube大賞
『Y-Tube大賞』（ワイチューブたいしょう）はBSよしもとで2022年10月10日から放送されているバラエティ番組。

## 概要
吉本クリエイター厳選のYouTube動画を元・Cheeky's Cast2、Cheeky's Cast3のMC陣が届けていたが、元Cheeky's Cast 3陣営が2023年6月いっぱいで降板となり、同年7月より吉本の若手芸人が担当する。また、2023年6月の最終週は新作を放送せず、ベストエピソードをそれぞれ放送するが、エンディングテーマに関しては例外で、その月のエンディングテーマに差し替えられる。
2022年11月7日（村上純・サルゴリラ回）からはY-Tube動画マンスリーグランプリを実施。月間大賞には賞金5万円を進呈（2023年5月からは賞金3万円に）。
2023年7月3日からは投稿1分動画グランプリを実施。大賞に選ばれた作品には賞金3万円と「この番組のコーナー権」を進呈。
2023年12月8日に放送300回目となった。

## 現在の出演者

### MC/元・Cheeky"s Cast 2陣営
- 月：しずる（KAƵMA・村上純）[注釈 2]
  - サルゴリラ（赤羽健壱・児玉智洋） - KAƵMA代行[1]
- 火：藤崎マーケット（田崎佑一・トキ）
- 水：スパイク（松浦志穂・小川暖奈）[注釈 3]
- 木：アキナ（山名文和・秋山賢太）[注釈 4]
- 金：ライス（田所仁・関町知弘）[注釈 5]

### MC
2025年4月時点の出演者。
- 月：アイロンヘッド（辻井良平・ナポリ）（2023年7月10日 - ）[注釈 6][注釈 7]
- 火：祇園（木﨑太郎・櫻井健一朗）（2023年7月11日 - ）
- 水：まんぷくユナイテッド（松下遼太郎・狩野大）（2025年4月30日 - ）
- 木：ツートライブ（たかのり・周平魂）（2023年7月13日 - ）
- 金：イチゴ（イクト・木原優一）（2025年4月5日 - ）

### 過去にMCを担当していた出演者
いずれも不祥事により、番組を降板。
- 水曜：ダンビラムーチョ（大原優一・原田フニャオ）（2023年7月12日 - 2025年2月20日）
- 金曜：ダイタク（吉本大・吉本拓）（2023年7月14日 - 2025年2月7日）

### 1分動画ゲスト
- ソマオ・ミートボール - 2023年7月4日 藤崎マーケット回、2024年2月13日 祇園回
- おろろ（長谷川大祐・沼ミリグラム） - 2023年7月20日 アキナ回
- 漢咲コータロー - 2023年7月26日、2024年8月14日 ダンビラムーチョ回[注釈 9]、9月13日 ダイタク回
- バッドワルツ（ネジ・金増空） - 2023年8月8日、2025年1月23日 祇園回 2023年9月7日、11月30日、2024年8月29日 ツートライブ回
- ぬまんづ（静岡県沼津市住みます芸人/うえたけ・原いい日） - 2023年8月18日 ライス回
- 播磨エビス（たけがわひろき・くまもとゆうき） - 2023年8月31日 アキナ回
- ムーンライトビンタ（小雨・耳）・耳 - 2023年9月12日 藤崎マーケット回
- ヨギーニふくちゃん - 2023年9月19日 祇園回
- こじまラテ - 2023年9月28日 アキナ回
- おたまじゃくし中西 - 2023年10月3日 祇園回
- ジェットスガワラ - 2023年10月10日、2024年10月15日 藤崎マーケット回[注釈 10]
- オーケストラ（石井勝太郎・川野拳也） - 2023年10月19日、2023年11月2日 ツートライブ回
- クロヤナギ（元オバアチャン・江戸川キャデラック） - 2023年10月25日、2024年9月4日 スパイク回 11月1日 ライス回、2025年2月5日 ダンビラムーチョ回 2025年4月14日 アイロンヘッド回
- 小原健太（元ほねほねかくれんぼ） - 2023年11月6日、2025年2月24日 しずる回
- ブラゴーリ（塚田裕輝・大ちゃん） - 2023年11月13日 アイロンヘッド回
- ミシマウド（秦拓・司） - 2023年12月7日 アキナ回
- 居残りサミット（井上彩輝、奥口・B・裕也） - 2023年12月15日 ダイタク回
- しゃけのこ（松田のこ・鮭田）・鮭田 - 2023年12月19日 藤崎マーケット回、2024年4月4日 アキナ回[注釈 11]
- ふりいくっ!（富田純基・うぶのハツナ）・富田 - 2023年12月27日 ダンビラムーチョ回
- ストロベリーロマンス（CURACHI・石田達也・クドウミキコ） - 2024年1月8日 しずる回、2024年2月2日、2024年3月15日 ダイタク回、2024年5月22日 ダンビラムーチョ回
- ななまがり（森下直人・初瀬悠太） - 2024年1月15日 アイロンヘッド回
- カイちゃん - 2024年1月22日、2025年4月21日 しずる回、2024年6月3日、6月17日 アイロンヘッド回
- チカポン（新潟県住みます芸人） [注釈 12] - 2024年2月7日 スパイク回
- プリズンクイズチャンネル（竜大・最強の庄田） - 2024年2月19日 しずる回
- 電脳ツインテール（ミティー・ウタ） - 2024年2月26日 アイロンヘッド回、2024年4月26日 ダイタク回
- ぶったま（亀社長・ガッパー稲吉） - 2024年3月8日、同22日 ライス回
- 世間知らズ（さおり・椎木勇太） [注釈 13] - 2024年3月13日 ダンビラムーチョ回、12月25日

スパイク回
- 三戸キャップ。(元シンレンサイ) - 2024年3月18日、4月15日[注釈 15]、2025年3月24日 しずる回 2024年9月9日、10月7日 アイロンヘッド回
- レイチェル（吉本新喜劇座員）- 2024年3月28日 ツートライブ回
- 松浦景子（喜劇女優、吉本新喜劇座員）- 2024年4月9日 祇園回
- アリハガ（アリ・ハガ）- 2024年4月19日、5月17日 ライス回
- オーサカクレオパトラ（克信・りえちゃん） - 2024年4月30日 藤崎マーケット回
- 11月のリサ（大森慎介・まむ） - 2024年5月8日 ダンビラムーチョ回[注釈 16]
- まんぷくユナイテッド・松下 - 2024年5月13日 しずる回
- アケガラス（King Boy・ガネ） King Boy - 2024年5月29日 スパイク回
- 清水ひろふみ- 2024年6月11日、7月9日 藤崎マーケット回
- 田畑ふろしき- 2024年6月19日 ダンビラムーチョ回
- せらっきょ- 2024年6月24日 しずる回、2025年1月30日 アキナ回、2月26日 スパイク回
- ホテル（橋本大祐・森本哲央） - 2024年7月4日 ツートライブ回
- シャープペンソー - 2024年7月8日 しずる回
- 強い電気（えいながチョコレートかずひろ・北斗・佐藤悠） - 2024年7月17日 ダンビラムーチョ回
- 200%のジュモン（青・光畑優佑） - 2024年7月25日、8月8日 アキナ回
- あーたろう（ピン芸人） - 2024年7月30日 祇園回
- 黒ラブ教授（ピン芸人） - 2024年8月7日 スパイク回
- やました（ピン芸人、元軒並みハイボール）- 2024年8月21日 藤崎マーケット回
- マンタの子（澁谷・阿南） - 2024年9月16日 しずる回
- パーティーパーティー（ひらかわ・きむきむ） - 2024年9月24日 祇園回
- バイカオウレン・春山 - 2024年9月30日、10月28日 しずる回
- おもいで財閥（ユウダチ・弦左衛門） - 2024年10月10日 ツートライブ回
- ヨシカツ!（大西ユースケ・カソク装置 ジェットスガワラ・へらい芸人 ムチャクチャヤン） - 2024年10月15日 藤崎マーケット回[注釈 17]
- 畠山達也（元ガスマスクガール） - 2024年11月13日 スパイク回、12月2日 アイロンヘッド回
- 服部さやか（お笑いタレント）[注釈 18] - 2024年11月28日 アキナ回
- ぞにぃ（ストロベリー幕府） - 2024年12月6日 ダイタク回
- 美バンブー（もりお、中原デカイこうせい） - 2024年12月11日 スパイク回
- 二階堂（元タイランドリュック） - 2024年12月18日 2025年1月8日 ダンビラムーチョ回、2025年5月12日 アイロンヘッド回
- あんよの日（山地、朱海） - 2024年12月24日 藤崎マーケット回
- アトランタ（根岸喜嗣・小川直登） - 2025年1月15日 スパイク松浦・世間知らズ さおり回、29日 スパイク回
- ジブラーD介。（ピン芸人、元城岳同窓会他） - 2025年2月10日 しずる回、2025年3月14日 ライス回
- 盆と正月（ほしあられ・橋爪アキラ） - 2025年3月6日 ツートライブ回
- はるかぜとともに（サジ・やすお） - 2025年3月18日 祇園回、3月27日 アキナ回
- 坂田光（サンシャイン） - 2025年4月2日 ダンビラムーチョ回[注釈 19]、2025年4月28日 アイロンヘッド回
- スナフキンズ（朝地亮介・松永ボディ） - 2025年5月8日、22日 アキナ回
- ローマんな（滝田和貴、土本真悠子） - 2025年5月21日 スパイク回

### 1分動画とは関係のない通常ゲスト
- シークエンスはやとも（ピン芸人、YouTuber）- 2024年8月23日 ライス回[注釈 20]
- 西田好孝（入間国際宣言）- 2024年8月30日 ダイタク回[注釈 21]
- あむあむWorld - 2025年2月9日 ダイタク回
- スマイル（瀬戸洋祐・ウーイェイよしたか） - 2025年2月27日 アキナ回

### 代打MC一覧
かつてゲスト出演やMCを担当したことのあるメンバーについては、芸名は省略する。
- 素敵じゃないか - 2025年6月11日
- めぞん（吉野おいなり君・原一刻） - 2025年6月13日
- マリーマリー（タコス・えびちゃん） - 2025年6月25日
- 11月のリサ - 2025年6月27日

## 過去の出演者

### MC/元・Cheeky"s Cast 3陣営
いずれも番組開始から2023年6月までの出演。
- シシガシラ（浜中英昌・脇田浩幸）（2022年10月17日 - 2023年6月19日、隔週月曜日担当）
- ビスケットブラザーズ（きん・原田泰雅）（2022年10月18日 - 2023年6月20日、隔週火曜日担当）
- 素敵じゃないか（柏木成彦・吉野晋右）（2023年10月19日 - 2023年6月21日、隔週水曜日担当）[注釈 22]
- 紅しょうが（熊元プロレス・稲田美紀）（2022年10月20日 - 2023年6月22日、隔週木曜日担当）
- 令和ロマン（髙比良くるま・松井ケムリ）（2022年10月21日 - 2023年6月23日、隔週金曜日担当）

### マンスリーGPゲスト（1分動画も含む）
- ちっぴぃちゃんズ - 2023年4月20日・8月3日、2024年4月4日 アキナ回[注釈 23]、2023年6月13日、11月21日 藤崎マーケット回 2023年7月11日、2024年11月5日、2025年4月29日 祇園回
- こーぞー - 2023回4月25日 ビスケットブラザーズ回
- 清水ひろふみ - 2023年5月9日 ビスケットブラザーズ回
- DH億 - 2023年5月15日 KAZMA・田所仁回[2]、2023年8月23日 ダンビラムーチョ回
- たなか茜（すまいるJK） - 2023年5月26日 令和ロマン回
- ラニーノーズ（須崎貴郁・山田健人） - 2023年6月1日 アキナ回、2024年11月21日 ツートライブ回
- さとゆり - 2023年6月6日 ビスケットブラザーズ回、2024年4月4日 アキナ回[注釈 24]

## Y-Tube投稿動画マンスリーGP 歴代受賞作品
| 回 | テーマ   | 作品名                                 | 出演者               | チャンネル名                         | 備考                         |
| -- | -------- | -------------------------------------- | -------------------- | ------------------------------------ | ---------------------------- |
| 1  | 衝撃     | 6秒後に惨劇になるテーブルクロス引き    | ヤジマリー           | ヤジマリーエンタテインメント         |                              |
| 2  | 技       | 大人向けバルーンアート #Shots          | 蓮華                 | Rengeballon 【蓮華】                 |                              |
| 3  | つくる   | 細かすぎて伝わらないモノマネを作る(お) | たくろう             | 〃                                   |                              |
| 4  | 私の推し |                                        |                      |                                      | MCを代表してスパイクも参戦。 |
| 5  | ドヤ顔   | 健康第一らしいです。笑笑 by部下        | 川島章良（はんにゃ） | はんにゃ川島だしっ！                 |                              |
| 6  | 健康     |                                        |                      |                                      |                              |
| 7  | モノマネ |                                        |                      |                                      |                              |
| 8  | うまい   | ゆりやん即興ラップ                     | ゆりやんレトリィバァ | ゆりやんレトリィバァのシンプルライフ |                              |

## 投稿！1分動画GP→1分動画GP→ショート動画GP 歴代受賞作品
| 回 | 作品名 | 出演者                     | チャンネル名                             | 大賞         | コーナー                                      | 備考                                                                       |
| -- | --- | -------------------------- | ---------------------------------------- | ------------ | --------------------------------------------- | -------------------------------------------------------------------------- |
| 1  | 【Tiktokバズった一発ギャグ】 #Shorts 【ソマオ・ミートボール】                                                                                                  | ソマオ・ミートボール       | ソマオ・ミートボールのお弁当箱           | なし         | なし                                          |                                                                            |
| 2  | 【陸上自衛隊】 射撃のコツをいくら聞いても謙遜しかしない特級射手の班長                                                                                          | ちっぴぃちゃんズ           | ちっぴぃちゃんズの自衛隊チャンネル       | なし         | なし                                          |                                                                            |
| 3  | 【おろろのちょっと動画】 意味が分かると怖い京都人⑥#shorts | おろろ                     | おろろの結構なお手前で                   | なし         | なし                                          |                                                                            |
| 4  | 初めて会った人に母校聞く男#shorts | 漢咲コータロー             | 甲子園大好きチャンネル                   | 2023年7月度  | 漢咲コータローの「甲子園クイズ」              |                                                                            |
| 5  | 【陸上自衛隊あるある】 身分証写真編 身分証の写真撮る時上衣だけ着用する                                                                                         | ちっぴぃちゃんズ           | ちっぴぃちゃんズの自衛隊チャンネル       | なし         | なし                                          | カメラ撮影は本物の自衛隊員                                                 |
| 6  | キャッチャーギャグ【ギャグ世界】 | バッドワルツ               | バッドワルツのとてなり時間               | なし         | なし                                          |                                                                            |
| 7  | 運転免許の合格発表で激アツ演出!? | ぬまんづ                   | ぬまんづの「Win bigがモットー」          | 2023年8月度  | 「もっと知ってもらおう ぬまんづ激アツクイズ」 |                                                                            |
| 8  | 【比較野球モノマネ】バッティングの際に口を閉じる大谷翔平選手と口を開けるヌートバー選手                                                                         | DH億                       | 億ちゃんねる                             | なし         | なし                                          |                                                                            |
| 9  | 突然お盆の上にグラスを置いてくるお客様の対処法 | 播磨エビス                 | ハリエビch                               | なし         | なし                                          | KAZMAのフライングで大賞を獲る。                                            |
| 10 | ドレミファソラシドロモドロギャグ【ギャグ時間】＃44 | バッドワルツ               | バッドワルツのとてなり時間               | 2023年9月度  | 正しいギャグはどれだ? サイレントギャグクイズ! | 最短6秒のネタ                                                              |
| 11 | king nick II（筋肉痛ソング）#よしもと一年目 | 身なりトトのえ丸           | こちらおふろ倶楽部                       | なし         | なし                                          |                                                                            |
| 12 | ネタ②「朝、忙しい時に使えるヨガのポーズ」 | ヨギーニふくちゃん         | ヨギーニふくちゃんねる                   | なし         | なし                                          |                                                                            |
| 13 | 【1分動画GP】行け！西谷監督 | こじまラテ                 | こじまラテの見たらあかん人               | なし         | なし                                          | 選手役は重谷ほたる、吉岡友見（共に吉本新喜劇）                             |
| 14 | ええ方の阪神ファン#shorts | おたまじゃくし中西         | おたまじゃくし中西のあるあるモノマネch   | なし         | なし                                          |                                                                            |
| 15 | ストリートビューモノマネ | ジェットスガワラ           | ジェットスガワラの動画フォルダ           | なし         | なし                                          |                                                                            |
| 16 | 語尾グーフィーなヤツ | オーケストラ               | オケチャン!                              | 2023年10月度 | 勝手にオーケストラ-1グランプリ                |                                                                            |
| 17 | 勝手な偏見です。#ごめんね偏見 #あるある #short | クロヤナギ                 | クロヤナギの部屋                         | なし         | なし                                          |                                                                            |
| 18 | ごめんね偏見 男性編part7 #あるある #偏見 #カラオケ #shorts | 〃                         | 〃                                       | 未定         | 未定                                          |                                                                            |
| 19 | GOODボタンの所在 | 小原健太                   | ビッグ小原健太チャンネル                 | 未定         | 未定                                          |                                                                            |
| 20 | ウーバーイーツでチップをもらう正しい方法#裏技@Shorts | ブラゴーリ                 | ブラゴーリ硬式チャンネル                 | 未定         | 未定                                          |                                                                            |
| 21 | 【自衛隊カップル】涙を流す自衛隊女子の真相とは！？# Shorts | ちっぴぃちゃんズ           | ちっぴぃちゃんズの自衛隊チャンネル       | 未定         | 未定                                          |                                                                            |
| 22 | 「ギャグツッコミ」ネガティブなマッチョギャグ【ギャグ時間】#3                                                                                                   | バッドワルツ               | バッドワルツのとてなり時間               | 未定         | 未定                                          |                                                                            |
| 23 | 大阪の学校あるある | ミシマウド                 | マウドのネタチャンネル                   | 未定         | 未定                                          |                                                                            |
| 24 | 居残りサミット『ティッシュ配り』 | 居残りサミット             | 居残りサミットOfficialYoutubeChannel     | 未定         | 未定                                          |                                                                            |
| 25 | 優しいんか優しくないんかよくわからん姉ちゃん | しゃけのこ                 | 鮭田道場                                 | 未定         | 未定                                          | この回よりプチリニューアルし、番組スタッフが選んだ作品も審査の対象となる。 |
| 26 | ワイルドターキーを飲む花山 #baki #hanayama #刃牙 #花山薫 #花山輪ゴム #ワイルドターキー                                                                         | ふりいくっ! 富田           | 花山輪ゴムチャンネル                     | 未定         | 未定                                          |                                                                            |
| 27 | 【ストロベリーロマンス】最後のキャッチボールで揉めちゃうやつら                                                                                                 | ストロベリーロマンス       | ストロマれんにゅうチューブ               | 未定         | 未定                                          |                                                                            |
| 28 | 言い切る男3 | ななまがり                 | ななまがりのなんでもやりますチャンネル   | 未定         | 未定                                          |                                                                            |
| 29 | 【サイゼの店員】#カッパ #ギャグ #サイゼリヤ #モデル歩き | カイちゃん                 | カイちゃんのカイちゃんチューブ           | 未定         | 未定                                          |                                                                            |
| 30 | 【ストロベリーロマンス】2人きりになりたいのに守備がうますぎるやつ                                                                                              | ストロベリーロマンス       | ストロマれんにゅうチューブ               | 2024年2月度  | 不明                                          |                                                                            |
| 31 | 【コーデ紹介】110kgのナンパ待ちコーデ見て☆ | チカコホンマ               | チカポン                                 | なし         | なし                                          |                                                                            |
| 32 | サッカーボールに肉まん | ソマオ・ミートボール       | ソマオ・ミートボールのお弁当箱           | なし         | なし                                          |                                                                            |
| 33 | 大食いで見たことない食べ方する漢 #shorts #大食い #最強の庄田                                                                                                   | プリズンクイズチャンネル   | プリズンクイズチャンネルch               | なし         | なし                                          |                                                                            |
| 34 | 【検証】ゲップでろうそくの火は消せるのか!? #検証 #挑戦 #ゲップ #実況                                                                                           | 電脳ツインテール           | 電脳ツインテール                         | なし         | なし                                          |                                                                            |
| 35 | 【年代別】授業中に居眠りしてる生徒への怒り方#水曜日のダウンタウン #先生あるある #公家                                                                          | ぶったま(出演は亀社長のみ) | ぶったまゲ〜ル                           | なし         | なし                                          |                                                                            |
| 36 | 世間知らずシリーズ「散らかってる」 | 世間知らズ                 | 世間知らズのスットコドッコイTV           | なし         | なし                                          |                                                                            |
| 37 | 【ものまね】映画DVDのメニュー画面でよくあるいらない演出 - スパイ映画編- #shorts                                                                                | シンレンサイ三戸           | 三戸キャップちゃんねる                   | 2024年3月度  | 三戸キャップの苦労した動画ランキング          |                                                                            |
| 38 | 喫煙所にて、有名人に会ってテンション上がるヤツ #shorts | レイチェル                 | レイチェルちゃんねる                     | なし         | なし                                          |                                                                            |
| 39 | 【陸上自衛隊あるある】迷彩編② 迷彩服汚れ目立ちにくい #Shorts【陸上自衛隊・女性自衛官・自衛隊芸人・お笑い・福知山駐屯地・ちっぴぃちゃんズの陸上自衛隊あるある】 | ちっぴぃちゃんズ           | ちっぴぃちゃんズの自衛隊チャンネル       | なし         | なし                                          | 鮭田、さとゆりと共演。                                                     |
| 40 | 【バレエあるある】頭かゆいとき。 | 松浦景子                   | 松浦景子の【けっけちゃんねる】           | なし         | なし                                          |                                                                            |
| 41 | 曖昧な記憶、確かな形跡 #あるある #お笑い #芸歴1年目 | アリハガ                   | アリハガハウス                           | 2024年4月度  | アリハガの推し動画ランキングを作ろう！        |                                                                            |
| 42 | 俺の友達が超人すぎる⑧ | 電脳ツインテール           | 電脳ツインテール                         | なし         | なし                                          |                                                                            |
| 43 | オーサカクレオパトラつかみ集 | オーサカクレオパトラ       | オーサカのクレオパトラに魅せられて       | 未定         | 未定                                          |                                                                            |
| 44 | 【明日使えるデブ豆知識1】サッカーってなんで疲れるの?衝撃の理由が…!                                                                                             | 11月のリサ                 | インキャハウス【11月のリサ】             | 未定         | 未定                                          |                                                                            |
| 45 | 通行人には迷惑をかけたくない陽キャ | まんぷくユナイテッド松下   | まつした                                 | 未定         | 未定                                          |                                                                            |
| 46 | デート中の気まずい時間 | ストロベリーロマンス       | ストロマれんにゅうチューブ               | なし         | なし                                          |                                                                            |
| 47 | 【藤井風モノマネ】#藤井風 #すきぴ #リスペクト #モノマネ #声マネ #妄想モノマネ #60点モノマネ #フィリピン人                                                      | アケガラスKing Boy         | King Boy                                 | なし         | なし                                          |                                                                            |
| 48 | バックします#ギャグ | カイちゃん                 | カイちゃんのカイちゃんチューブ           | 2024年5月度  | カイちゃんのボクシングバンテージ講座!         |                                                                            |
| 49 | 【料理】炊飯器でガトーショコラ!【スイーツ】#shorts #cooking #sweets                                                                                            | 清水ひろふみ               | 清水ひろふみのあるでないで!              | 2024年6月度  | 清水ひろふみのスイーツタイム!                 |                                                                            |
| 50 | 親にはほんと面目ない #あるある #サッカー #部活 フリーキック完全版                                                                                              | 田畑ふろしき               | ベンチ外の櫻井                           | なし         | なし                                          |                                                                            |
| 51 | 芸人に言われたありえない一言11 #不動産芸人 #よしもと幕張イオンモール劇場 #沼津ラクーンよしもと劇場                                                             | せらっきょ                 | 不動産芸人ちゃんねる【せらっきょ】       | なし         | なし                                          |                                                                            |
| 52 | 【モノマネ】刀狩の年号の語呂合わせ【社会雅人】#shorts | ホテル                     | ホテルのルームサービスチャンネル         | なし         | なし                                          |                                                                            |
| 53 | 食パンGパンGショック🍞👖⌚(雨①) #シャープペンソー #お笑い #吉本興業 #芸人 #ネタ #歌ってみた #踊ってみた                                                        | シャープペンソー           | シャープペンソーちゃんねる               | なし         | なし                                          |                                                                            |
| 54 | 強い電気日常vlog【大ショックを受けた1日】 | 強い電気                   | 強い電気日常vlog                         | なし         | なし                                          |                                                                            |
| 55 | 200%のジュモン【マジック】#特技 #ショートネタ #コント #shorts #tiktok #2024年度よしもと一年目 #お笑い #comedy                                                  | 200%のジュモン             | 200%のジュモンのとっとこちゃんねる       | 2024年7月度  | もっと知ってほしい!200％のジュモン            |                                                                            |
| 56 | #芸人 #ギャグ #吉本興業 #あーたろう | あーたろう                 | あーたろう                               | なし         | なし                                          |                                                                            |
| 57 | 電車の発信する時の音を、ミニ四駆のモーターで再現してみた#音楽 #やってみた #楽しい                                                                              | 黒ラブ教授                 | 黒ラブ教授                               | なし         | なし                                          |                                                                            |
| 58 | 高校野球の授業する先生〜長野編〜 | 漢咲コータロー             | コタログ                                 | 2024年8月度  | 無限大ホールベストナイン2024                  |                                                                            |
| 59 | Awichみたいな女 | やました                   | やました                                 | なし         | なし                                          |                                                                            |
| 60 | 伯方の塩ギャグ【ギャグツッコミ〜long ver〜】#ギャグツッコミ #28                                                                                                | バッドワルツ               | バッドワルツのとてなり時間               | なし         | なし                                          |                                                                            |
| 61 | カッコいいと思ってるもの④ | クロヤナギ                 | クロヤナギの部屋                         | なし         | なし                                          |                                                                            |
| 62 | 【ものまね】 メダルゲームの詰まりを直してくれる店員さん | 三戸キャップ。             | 三戸キャップちゃんねる                   | 2024年9月度  | 三戸キャップの動画を決めよう!                 |                                                                            |
| 63 | 【まだやってない、これからやる予定もない漫才の掴み#5】（※疲労困憊により毎日投稿忘れ）                                                                          | マンタの子                 | マンタの子かも                           | なし         | なし                                          |                                                                            |
| 64 | 何年かかるねん#あるある #お笑いネタ #お笑い動画 #コント | パーティーパーティー       | パーティーパーティーの3分チャンネル      | なし         | なし                                          |                                                                            |
| 65 | 【大事故！腹筋ローラーテーブルクロス引き】#テーブルクロス引き #腹筋ローラー #事故 #ファーストテイク #firsttake #tablecloth #怪我 #abs #筋トレ #training        | バイカオウレン春山         | 春山りょおのおちゃんねる                 | 2024年10月度 | ギリギリを攻めろ!目隠し水組みバトル           |                                                                            |
| 66 | 抽選会 #YTube1分動画GP #おもいで財閥 #ジャンボハンドスピナー #ユウダチ #弦左衛門 #吉本 #芸人                                                                   | おもいで財閥               | おもいで財閥カラーテレビ                 | なし         | なし                                          |                                                                            |
| 67 | 私と仕事どっちが大事? #ヨシカツ! #ショートコント #おもしろ動画 #お笑い好き #あるあるネタ                                                                       | ヨシカツ!                  | ヨシカツ!【あるあるコント】              | なし         | なし                                          |                                                                            |
| 68 | 香水 | ソマオ・ミートボール       | ソマオ・ミートボールのお弁当箱           | なし         | なし                                          |                                                                            |
| 69 | 雰囲気あるある #shorts #あるある #クロヤナギの部屋 #ytube1分動画gp                                                                                             | クロヤナギ                 | クロヤナギの部屋                         | なし         | なし                                          |                                                                            |
| 70 | 【陸上自衛隊あるある】 冷凍庫編 | ちっぴぃちゃんズ           | ちっぴぃちゃんズの自衛隊チャンネル       | なし         | なし                                          |                                                                            |
| 71 | 別れてすぐ真顔になる人より怖い人 | 畠山達也                   | はたたつチャンネル                       | 2024年11月度 | はたたつチャンネルのアフレコを撮ろう！        |                                                                            |
| 72 | 新紙幣へ#今週のおめでとう#ラニーノーズ #ギター芸人#渋沢栄一#津田梅子# 北里柴三郎                                                                               | ラニーノーズ               | ラニーノーズのラニーラニーラニー【公式】 | なし         | なし                                          |                                                                            |
| 73 | #光れ服部ちゃん#クズ彼氏#マック | 服部さやか                 | 光れ!服部ちゃん                          | なし         | なし                                          |                                                                            |
| 74 | 野球拳で期待させる女性〜夏の終わりを添えて〜 | ぞにぃ                     | ぞにぃさん                               | なし         | なし                                          |                                                                            |
| 75 | 【お前お前】学生時代のあれってさ | 美バンブー                 | 美しくなるチャンネル                     | なし         | なし                                          |                                                                            |
| 76 | 【声張りVLOG】北鎌倉まで一人旅 後編 | 二階堂                     | 二階堂と仲間たち                         | 2024年12月度 | 二階堂のお悩み相談のコーナー!                 |                                                                            |
| 77 | 【ミニほっこり】サンタさん2 #ミニほっこり #あんよの日 | あんよの日                 | あんよの日チャンネル                     | なし         |                                               |                                                                            |
| 78 | 不明 | 不明                       | 不明                                     | なし         | なし                                          |                                                                            |
| 79 | 動きが速すぎてほじってる様に見えるマジシャン #shorts #アトランタ                                                                                               | アトランタ\|               | アトランタの心の泉                       | 2025年1月度  | アトランタの目の錯覚クイズ                    |                                                                            |
| 80 | ショートコント「遊び」 【ネタ時間】 #ショートコント #コント#4                                                                                                  | バッドワルツ               | バッドワルツのとてなり時間               | なし         | なし                                          |                                                                            |
| 81 | 撮り鉄の逆 | せらっきょ                 | 不動産ちゃんねる【せらっきょ】           | 2025年2月度  | 危ない不動産用語ランキング                    |                                                                            |
| 82 | 雰囲気あるある③ #あるある #雰囲気あるある #shorts #クロヤナギの部屋                                                                                            | クロヤナギ                 | クロヤナギの部屋                         | なし         | なし                                          |                                                                            |
| 83 | 逆立ちハロウィン #ハロウィン #ハロウィンメイク #逆立ちで食べてみた #逆立ち芸人                                                                                 | ジブラーD介。              | ジブラーD介。のスタジオジブD             | なし         | なし                                          |                                                                            |
| 84 | 【声張りVLOG】ショッキングなハプニングも！ 二階堂がクリスマスの準備をしますよ！！                                                                              | 二階堂                     | 二階堂と仲間たち                         | なし         | なし                                          |                                                                            |
| 85 | 指モノマネ | ビッグ小原健太             | ビッグ小原健太チャンネル                 | なし         | なし                                          |                                                                            |
| 86 | ショートコント港区女子 #盆と正月 #ショートコント #お笑い #吉本 #芸人                                                                                           | 盆と正月                   | 盆と正月チャンネル                       | なし         | なし                                          |                                                                            |
| 87 | 逆立ちで弾いてみた「きよしこの夜-Silent night」逆立ちピアノ クリスマス                                                                                         | ジブラーD介。              | ジブラーD介。のスタジオジブD             | なし         | なし                                          |                                                                            |
| 88 | 人はワッフルでも本気になれる | はるかぜとともに           | はるかぜとともに                         | 2025年3月度  | 心理じゃんけん                                |                                                                            |
| 89 | 【ものまね】映画のメニュー画面でよくあるいらない演出 -ホラー映画編- #shorts                                                                                    | 三戸キャップ。             | 三戸キャップちゃんねる                   | なし         | なし                                          |                                                                            |
| 90 | 卒業式で本当に大切なことを教えてくれる担任 | 坂田光                     | 熱弁師さかた                             | 2025年4月度  | 熱弁師坂田の芸人熱弁！                        | この回より『ショート動画GP』に変更される。                                 |
| 91 | 朝帰りのなんやねん | 河合                       | 河合のラン                               | なし         | なし                                          |                                                                            |
| 92 | 雰囲気あるある まとめvol.6 #あるある #モノマネ #short #クロヤナギの部屋                                                                                        | クロヤナギ                 | クロヤナギの部屋                         | なし         | なし                                          |                                                                            |
| 93 | #かっぱ #カッパ #河童 #鼻 #風船 | カイちゃん                 | カイちゃんチュ〜ブッ                     | なし         | なし                                          |                                                                            |
| 94 | 【陸上自衛隊あるある】 隊員の癖編 | ちっぴぃちゃんズ           | ちっぴぃちゃんズの自衛隊チャンネル       | なし         | なし                                          |                                                                            |
| 95 | あっち向いてホイ負けたら即こちょこちょ#shorts | スナフキンズ               | スナフキンズONLINE                       | 2025年5月度  | アキナさんと遊ぼう！                          |                                                                            |
| 96 | 【1週間声張りVLOG】13日目！ 机の上にライトを設置しました！ | 二階堂                     | 二階堂と仲間たち                         | なし         | なし                                          |                                                                            |
| 97 | TikTokみたいな喋り方する先輩 #先輩 #後輩 #アルバイト #社会人 #ショートネタ #コント #ショートコント                                                             | ローマんな                 | ローマんな休日                           | なし         | なし                                          |                                                                            |

## 現在の放送時間
- 月曜 - 金曜 18:30 - 19:30（2025年7月1日予定 - ）
- 同25:00 - 26:00（再放送）[注釈 32]
- 月曜 - 金曜 07:30 - 08:30（前週の再放送、2025年1月8日 - ）

## 過去の放送時間
- 月曜 - 金曜 24:00 - 25:00（番組開始から2023年6月30日）
- 月曜 - 金曜 07:00 - 08:00（前週の再放送、2023年7月10日 - 2024年12月28日）[注釈 34]
- 月曜 - 金曜 18:00 - 19:00（2023年7月3日 - 2025年6月30日）

## 特別番組
2023年12月31日に『Y-Tube大賞 ベスト動画アワード2023 3時間SP』のタイトルで22時から翌25時まで3時間の生放送を実施した。メインMCをしずるのKAZMAとライスの3人が担当した。スタジオにはしずるの村上と祇園、ツートライブ、藤崎マーケットの各コンビ以外の全MCが集結した。また、コーナーMCとして鬼越トマホーク、ウエスP、たつろうが参加し、ゲストしてチカポン、ガーリィレコード、奈良岡にこが出演した。また、この模様は同局の公式YouTubeチャンネルでも同時配信された(アーカイブ配信なし)。
2024年12月31日に『BSよしもと年またぎ特番Y-Tube大賞 ベスト動画アワード2024〜年間再生数ランキング＆ベスト動画発表SP〜』のタイトルで22時から翌25時まで3時間の生放送を実施する予定。今回のメインMCはしずるの2人が担当する。スタジオにはスパイクの小川、ライスの関町と祇園、ツートライブ、藤崎マーケット、アキナの各コンビ以外の全MCが集結する予定。また、コーナーMCとして鬼越トマホーク、ガーリィレコードチャンネル、シャルロットが参加し、ゲストしてカゲヤマ、カルビちゃん（きっと君はくるさ）が出演する予定。また、この模様は同局の公式YouTubeチャンネルでも同時配信される(アーカイブ配信なし)。